# Xiejiabu
Xiejiabu (kinesiska: 谢家堡, 谢家堡乡) är en socken i Kina. Den ligger i provinsen Hebei, i den norra delen av landet, omkring 87 kilometer väster om huvudstaden Peking. Antalet invånare är 5 363. Befolkningen består av 2 327 kvinnor och 3 036 män. Barn under 15 år utgör 13,0 %, vuxna 15-64 år 74 %, och äldre över 65 år 12,0 %.
Genomsnittlig årsnederbörd är 656 millimeter. Den regnigaste månaden är juli, med i genomsnitt 183 mm nederbörd, och den torraste är januari, med 2 mm nederbörd.